# Tryskawiec sprężysty
Tryskawiec sprężysty, tryskacz, ośli ogórek (Ecballium elaterium (L.) A. Rich.) – gatunek byliny z rodziny dyniowatych z monotypowego rodzaju tryskawiec Ecballium A. Richard, Bory de St.-Vincent, Dict. Class. Hist. Nat. 6: 19. 9 Oct 1824 (nom. cons.). Pochodzi z obszaru śródziemnomorskiego i Azji Mniejszej. Rośnie na skalistych i piaszczystych wybrzeżach, rozprzestrzenia się, zasiedlając nieużytki i siedliska ruderalne – spotykany jest jako zdziczały w południowej Europie. W Polsce gatunek uprawiany.

## Morfologia

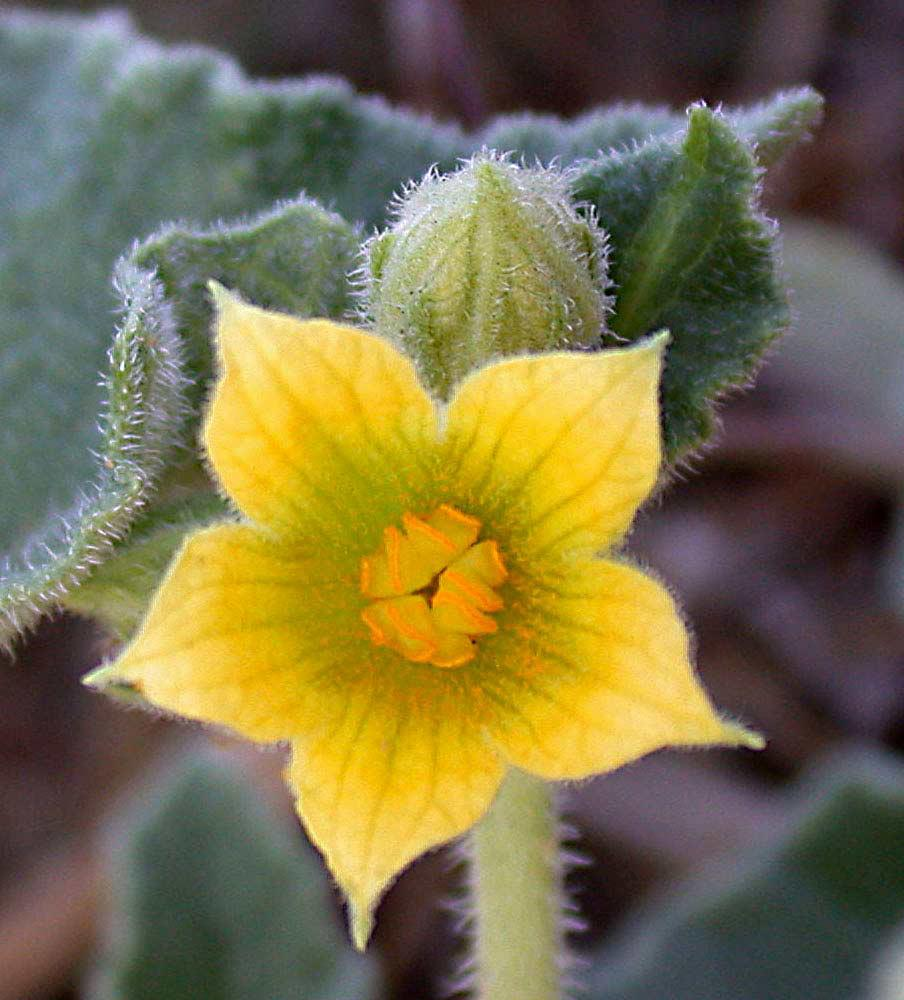
Kwiat

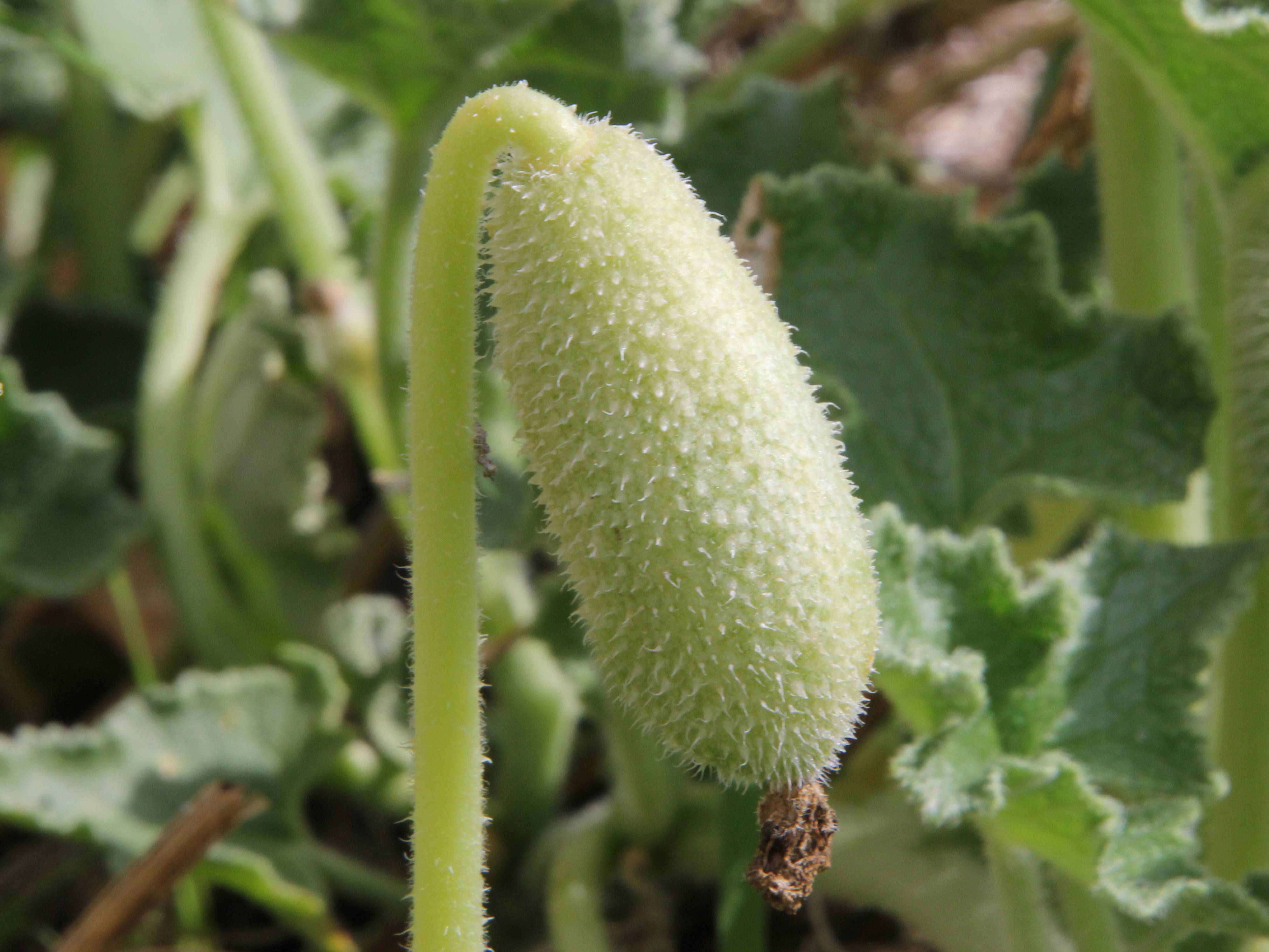
Owoc

PokrójBylina o pokładających się pędach o długości do 3 m (pozbawionych wąsów czepnych). Korzenie bulwiaste.
LiścieDługoogonkowe, szorstko owłosione, szarawozielone, nieregularnie trójkątne o sercowatej nasadzie, czasem słabo klapowane.
KwiatyRoślina jednopienna. Kwiaty żeńskie umieszczone pojedynczo, męskie zebrane w grona. Kwiaty są 5-krotne. Korona kwiatu szerokodzwonkowata, żółta.
OwoceJagoda podobna do małych ogórków, o długości do 5 cm. Gdy dojrzeje, w jej wnętrzu panuje wysokie ciśnienie – najlżejsze poruszenie powoduje odpadnięcie owocu, który wyrzuca nasiona z sokiem (autochoria).

## Zastosowanie
Roślina ozdobna sadzona w parkach i ogrodach botanicznych.